# Без видимих причин (фільм, 1982)
«Без видимих причин» (рос. «Без видимых причин») — радянський художній фільм 1982 року, режисера  Євгена Татарського.

## Сюжет
Дія фільму відбувається в 1922 році. У Сибіру, в невеликому містечку, відбуваються одне за одним три вбивства. Видимого зв'язку між вбивствами начебто немає. Чекіст Камчатов, якому доручено розібратися в цих вбивствах, у випадковість не вірить. Він починає слідство і виходить на слід банди Мещерякова.

## У ролях
- Ернст Романов —  Камчатов
- Ірина Алфьорова —  Ніна Петрівна
- Лев Пригунов —  Овчинников
- Михайло Кононов —  Важин
- Ігор Дмитрієв —  Алмазов
- Георгій Штиль —  Бірюк
- Георгій Дрозд —  Мещеряков
- Євген Кіндінов —  Плюснін
- Емануїл Шварцберг —  Синельников
- Микола Лавров —  Кузнєцов
- Євген Артем'єв —  Распутін
- Валерій Смоляков —  Осокін
- Микита Струков —  Маслаков
- Степан Крилов —  залізничник
- Володимир Шевельков —  Володимир Степанович Ямщиков, командир взводу тюремної охорони
- Тунгишбай Жаманкулов —  Кадиров

## Знімальна група
- Автор сценарію:  Сергій Александров
- Режисер:  Євген Татарський
- Оператор:  Костянтин Рижов
- Композитор:  Надія Симонян
- Художник:  Ісаак Каплан